# آرام هایراپتیان (بازیکن فوتبال، زاده ۱۹۸۶)
آرام یوریی هایراپتیان (ارمنی: Արամ Յուրիի Հայրապետյան؛ زادهٔ ۲۲ نوامبر ۱۹۸۶) بازیکن فوتبال در پست دروازه‌بان اهل ارمنستان است.

## باشگاهی
از باشگاه‌هایی که در آن بازی کرده‌است می‌توان به سوچی-۰۴, کوزباس، سمنا کامسامولسک بر آمور، باشگاه فوتبال بانانتس، باشگاه فوتبال آرارات ایروان، باشگاه فوتبال پیکان و آتیراو اشاره کرد.

## تیم ملی
وی همچنین در تیم ملی فوتبال ارمنستان بازی کرده‌است. هایراپتیان نخستین بازی ملی خود را که یک بازی دوستانه بود در تاریخ ۲۴ مارس ۲۰۱۸ در ایروان در مقابل استونی انجام داده‌است.